# ホセ・スアレス (1998年生の投手)
ホセ・ランセス・スアレス・キンテロ（José Rances Suárez Quintero, 1998年1月3日 - ）は、ベネズエラのカラボボ州ナグアナグア市出身のプロ野球選手（投手）。左投左打。MLBのアトランタ・ブレーブス所属。愛称はランシス（Ranciss）。

## 経歴

### プロ入りとエンゼルス時代
2014年6月にアマチュア・フリーエージェントでロサンゼルス・エンゼルスと契約してプロ入り。
2015年に傘下のルーキー級ドミニカン・サマーリーグ・エンゼルスでプロデビューし、その後ルーキー級アリゾナリーグ・エンゼルスでもプレーした。この年は2チーム合計で15試合（先発13試合）に登板して3勝3敗、防御率2.97、46奪三振の成績を記録した。
2016年はルーキー級アリゾナリーグで開幕を迎え、シーズン途中にルーキー+級オレム・オウルズに昇格。2チーム合計で12試合（先発6試合）に登板して1勝4敗、防御率4.84、53奪三振の成績を記録した。
2017年はルーキー級アリゾナリーグで開幕を迎え、シーズン途中にA級バーリントン・ビーズに昇格。2チーム合計で15試合に先発登板して6勝1敗、防御率3.28、90奪三振の成績を記録した。
2018年はA+級インランド・エンパイア・シックスティシクサーズで開幕を迎え、シーズン途中にAA級モービル・ベイベアーズに昇格し、その後AAA級ソルトレイク・ビーズにも昇格。3チーム合計で26試合に先発登板して3勝6敗、防御率3.92、142奪三振の成績を記録した。オフに40人枠に登録された。
2019年は肩を痛めて故障者リストで開幕を迎えたが、AAA級ソルトレイクで復帰し、6月2日にメジャーに昇格。同日のシアトル・マリナーズ戦に先発登板してメジャーデビューを果たし、6回途中3失点でメジャー初登板初勝利を記録した。この年はメジャーで19試合（先発15試合）に登板して2勝6敗、防御率7.11、72奪三振の成績を記録した。
2020年はメジャーで2試合に先発登板したが、防御率37.80と打ち込まれた。
2021年はシーズン途中からメジャーの先発ローテンションに定着した。9月4日のテキサス・レンジャースでは9回途中まで無失点の好投を見せ、結果この試合を1失点で完投した。この年は98.1回を投げて防御率3.75とキャリアハイの成績を残した。
2022年は先発4番手として開幕からロースター入りを果たしたが、4月の成績が防御率6.35と振るわず、5月1日に傘下AAA級ソルトレイク・ビーズに降格した。その後メジャーに再昇格を果たし、最終的に109回を投げて防御率3.96を記録した。
2023年はローテーションの一角として期待されていたが、11試合に登板（7先発）して防御率8.29と振るわなかった。
2024年も18試合に登板（うち1先発）して防御率8.15と振るわず、6月17日にDFAとなった。9月9日にジョー・アデルの故障者リスト入りに伴って、メジャー再昇格。その後はシーズン終了までチームに帯同した。なお、この年のオフには地元であるベネズエラのウィンターリーグ、LVBPに参加。当初はブラボス・デ・マルガリータに所属していたが、同リーグ開幕の翌日にアレクシー・アマリスタとのトレードで、デビッド・ロドリゲスと共にティグレス・デ・アラグアに移籍した。

### ブレーブス時代
2025年3月23日にイアン・アンダーソンとのトレードで、金銭と共にアトランタ・ブレーブスへ移籍した。

## 詳細情報

### 年度別投手成績
| 年 度    | 球 団    | 登 板 | 先 発 | 完 投 | 完 封 | 無 四 球 | 勝 利 | 敗 戦 | セ 丨 ブ | ホ 丨 ル ド | 勝 率 | 打 者 | 投 球 回 | 被 安 打 | 被 本 塁 打 | 与 四 球 | 敬 遠 | 与 死 球 | 奪 三 振 | 暴 投 | ボ 丨 ク | 失 点 | 自 責 点 | 防 御 率 | W H I P |
| -------- | -------- | ----- | ----- | ----- | ----- | -------- | ----- | ----- | -------- | ----------- | ----- | ----- | -------- | -------- | ----------- | -------- | ----- | -------- | -------- | ----- | -------- | ----- | -------- | -------- | ------- |
| 2019     | LAA      | 19    | 15    | 0     | 0     | 0        | 2     | 6     | 0        | 0           | .250  | 375   | 81.0     | 100      | 23          | 33       | 1     | 10       | 72       | 5     | 1        | 67    | 64       | 7.11     | 1.64    |
| 2020     | LAA      | 2     | 2     | 0     | 0     | 0        | 0     | 2     | 0        | 0           | .000  | 23    | 2.1      | 10       | 1           | 5        | 0     | 1        | 2        | 1     | 0        | 10    | 10       | 38.57    | 6.43    |
| 2021     | LAA      | 23    | 14    | 1     | 0     | 1        | 8     | 8     | 0        | 0           | .500  | 413   | 98.1     | 85       | 11          | 36       | 1     | 4        | 85       | 4     | 1        | 45    | 41       | 3.75     | 1.23    |
| 2022     | LAA      | 22    | 20    | 0     | 0     | 0        | 8     | 8     | 0        | 0           | .500  | 462   | 109.0    | 103      | 14          | 33       | 2     | 4        | 103      | 1     | 0        | 49    | 48       | 3.96     | 1.25    |
| 2023     | LAA      | 11    | 7     | 0     | 0     | 0        | 1     | 3     | 0        | 2           | .250  | 165   | 33.2     | 46       | 10          | 20       | 1     | 1        | 28       | 2     | 0        | 32    | 31       | 8.29     | 1.96    |
| 2024     | LAA      | 22    | 3     | 0     | 0     | 0        | 1     | 2     | 1        | 0           | .333  | 240   | 52.1     | 57       | 7           | 27       | 0     | 4        | 56       | 1     | 0        | 38    | 35       | 6.02     | 1.61    |
| MLB：6年 | MLB：6年 | 99    | 61    | 1     | 0     | 1        | 20    | 29    | 1        | 2           | .408  | 1678  | 376.2    | 401      | 66          | 154      | 5     | 24       | 346      | 14    | 2        | 241   | 229      | 5.47     | 1.47    |

- 2024年度シーズン終了時

### 年度別守備成績
| 年 度 | 球 団 | 投手（P） | 投手（P） | 投手（P） | 投手（P） | 投手（P） | 投手（P） |
| 年 度 | 球 団 | 試 合     | 刺 殺     | 補 殺     | 失 策     | 併 殺     | 守 備 率  |
| ----- | ----- | --------- | --------- | --------- | --------- | --------- | --------- |
| 2019  | LAA   | 19        | 4         | 10        | 1         | 0         | .933      |
| 2020  | LAA   | 2         | 0         | 1         | 1         | 0         | .500      |
| 2021  | LAA   | 23        | 6         | 5         | 1         | 0         | .917      |
| 2022  | LAA   | 22        | 2         | 5         | 1         | 0         | .875      |
| 2023  | LAA   | 11        | 1         | 2         | 0         | 0         | 1.000     |
| 2024  | LAA   | 22        | 0         | 3         | 0         | 0         | 1.000     |
| MLB   | MLB   | 99        | 13        | 26        | 4         | 0         | .907      |

- 2024年度シーズン終了時

### 背番号
- 54（2019年 - 2024年）